# سكوت هويل
سكوت هويل (بالإنجليزية: Scott Howell)‏ هو شخصية أعمال وسياسي أمريكي، ولد في 28 سبتمبر 1953 في بروفو في الولايات المتحدة. حزبياً، نشط في الحزب الديمقراطي.